# André Forker
André Forker (* 31. Juli 1979 in Dresden) ist ein ehemaliger deutscher Rennrodler.
André Forker war seit 1989 aktiver Rennrodler und trainierte zunächst beim Polizeisportverein Dresden. Seine größten Erfolge feierte er auf dem Doppelsitzer mit seinem langjährigen Partner Sebastian Schmidt. Der Polizeimeister startete für den SSV Altenberg. Seit 1992 wurde er im Landesleistungszentrum für Bob, Rennrodel und Biathlon ausgebildet. Schon im Juniorenbereich rodelte das Team zusammen. 1998 wurden sie Mannschaftsweltmeister der Junioren und Vizeweltmeister der Junioren in Sigulda.
Schmidt/Forker wurden bei den Weltmeisterschaften 2001 Zehnte. Besser lief es bislang bei Europameisterschaften. 2000 wurde das Duo Fünfte, 2006 Vizeeuropameister in Winterberg. Im Gesamtweltcup kamen sie 2005 auf den sechsten, 2006 auf den fünften Rang. Zweimal, 2005 in Lake Placid und 2006 in Altenberg (mit Bahnrekordzeit), konnten sie ein Weltcuprennen für sich entscheiden. Bei deutschen Meisterschaften wurde das Team 2002 und 2006 Meister, 2000 und 2001 Vizemeister sowie 2003 Dritter. Der Trainer des Duos war Uwe Günter. Nachdem sie nicht für die WM 2007 nominiert wurden, gaben sie ihr sofortiges Karriereende bekannt.